# Fuchs von Fuchsberg

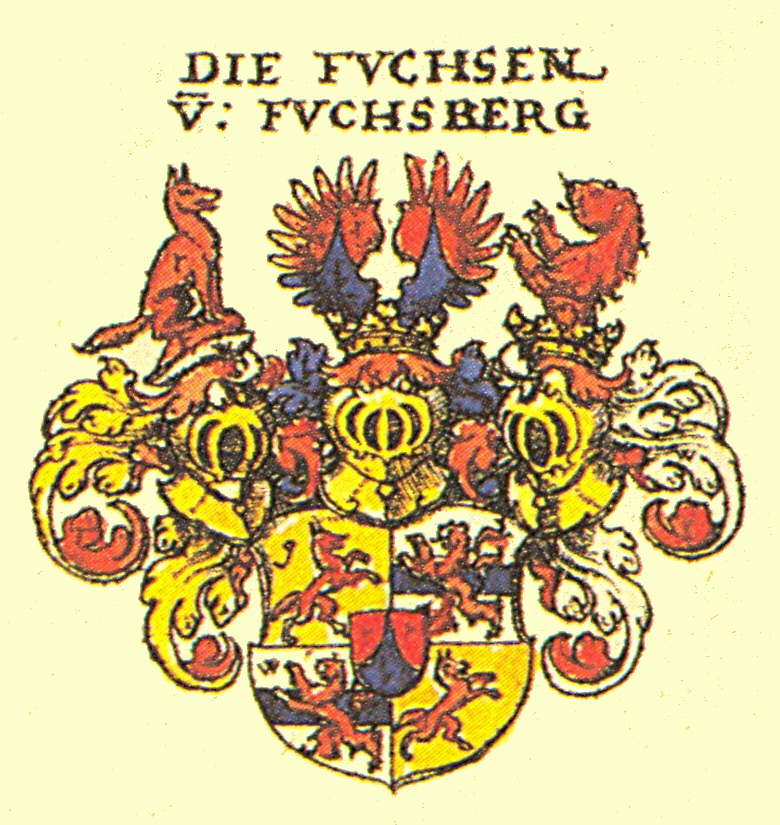
Fuchs von Fuchsberg - Freiherren

Die Fuchs von Fuchsberg waren ein ritterbürtiges Tiroler Adelsgeschlecht mit dem Stammhaus Fuchsberg in St. Pauls-Eppan, das später auch in Bayern und Österreich ansässig war. Das Geschlecht wurde 1602 in den Freiherren- und 1633 in den Grafenstand erhoben. Es ist 1828 erloschen.
Die Familie ist nicht zu verwechseln mit anderen Geschlechtern des Namens Fuchs, wie z. B. den fränkischen Fuchs von Bimbach.

## Geschichte
Das Geschlecht der Fuchs von Fuchsberg erscheint urkundlich erstmals 1267. Als Stammsitz gilt die 1257 erstmals erwähnte Burg Fuchsberg bei Unterrain in St. Pauls-Eppan, die in ihrem Allodialbesitz stand. Die Burg wurde früh zugunsten anderer Schlösser verlassen, blieb aber bis zum Aussterben der Familie 1828 in ihrem Besitz. Auf dem steilabfallenden Moränenhügel südöstlich der Kirche von Missian sind nur noch geringe Mauerreste der Burg Fuchsberg erhalten.
Die Abstammung der Fuchs wird auf Ministerialen der Grafen von Eppan zurückgeführt, und zwar teilweise auf die seit 1195 bekannten Herren von Greinsberg (auf der Greinsburg in Eppan) und Altenburg und teilweise auf die Herren von Girlan, Truchsessen des Grafen Ulrich II. von Eppan-Ulten, die möglicherweise mit ersteren in verwandtschaftlicher Verbindung standen.
Das Geschlecht teilte sich später in drei Linien auf: die Jaufenburger Linie, die Lebenberger Linie und die Freudensteiner Linie. Von ca. 1400 bis 1551 waren die Herren Fuchs von Fuchsberg auch Pfleger und Pfandinhaber der Herrschaft Altenburg sowie mehrmals der Burg Hocheppan und ihres Patrimonialgerichts (1478/1494–1550, 1612–1668 und 1715–1828). Der Ansitz St. Valentin in Eppan-Berg war von 1486 bis zum Erlöschen der Familie 1828 in ihrem Lehnsbesitz. Ab 1426 gehörte ihnen die Tschenglsburg im Vinschgau zunächst zur Hälfte, ab 1764 bis 1817 zur Gänze, zeitweise auch die benachbarte Burg Tschenglsberg.

### Jaufenburg

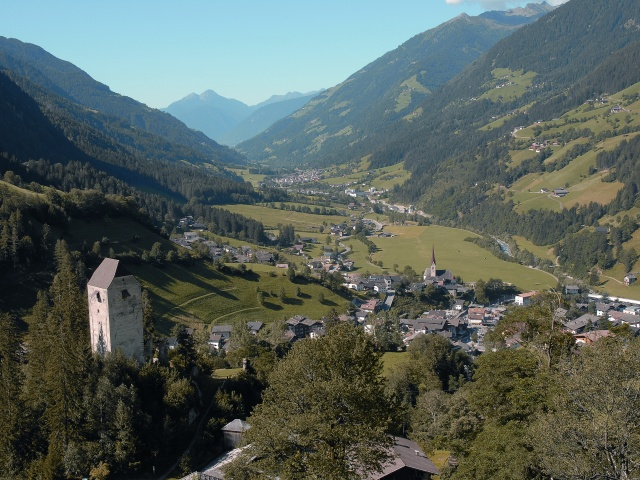
Turm der Jaufenburg im Passeiertal

Nachdem die Herren von Passeier 1418 mit Ritter Hildebrand im Mannesstamm ausgestorben waren, war ihr Besitz mit der Jaufenburg oberhalb von St. Leonhard in Passeier an die Fuchs von Fuchsberg übergegangen. Hildebrand von Passeiers Tochter Barbara hatte sich bereits um 1382 mit Christoph Fuchs von Fuchsberg vermählt, so dass die Burg nach dem Tod ihres Vaters an die Familie ihres Ehemannes fiel. Dass die Inhaber der Jaufenburg in Südtirol lange Zeit sehr mächtig und reich waren, belegen viele zeitgenössische Quellen. So war zum Beispiel Degen I. von Jaufenburg Landeshauptmann von Tirol. Die Herren der Jaufenburg waren stets auch Gerichtsherren im Passeiertal. Jedoch verpfändeten sie dieses oft, wodurch Streitigkeiten mit der Talbevölkerung entstanden, die sich 1683 gegen ihre Herrschaft erhob und 1729 ein Gerichtsverfahren anstrengte. 1745 mussten die Grafen Fuchs die Gerichtsherrschaft Passeier aufgeben. Bis zum Tod von Carl Fuchs erging es der Bevölkerung aber relativ gut und vor allem die kirchlichen Einrichtungen im Passeiertal erhielten viele Spenden und Schenkungen. Daraus ist auch die Grabstätte der Fuchs von Fuchsberg direkt unterhalb des Altars der Pfarrkirche von St. Leonhard in Passeier zu erklären.
1749 starb mit Sebastian Franz Fuchs die Jaufenburger Linie aus und die Jaufenburg fiel in den Besitz der Lebenberger Linie. Mitte des 18. Jahrhunderts mussten die Fuchs von Fuchsberg wegen finanzieller Schwierigkeiten die Burganlage auflassen, besaßen sie aber noch bis zu ihrem Aussterben. Heute ist von ihr nur noch der Bergfried erhalten.

### Lebenberg

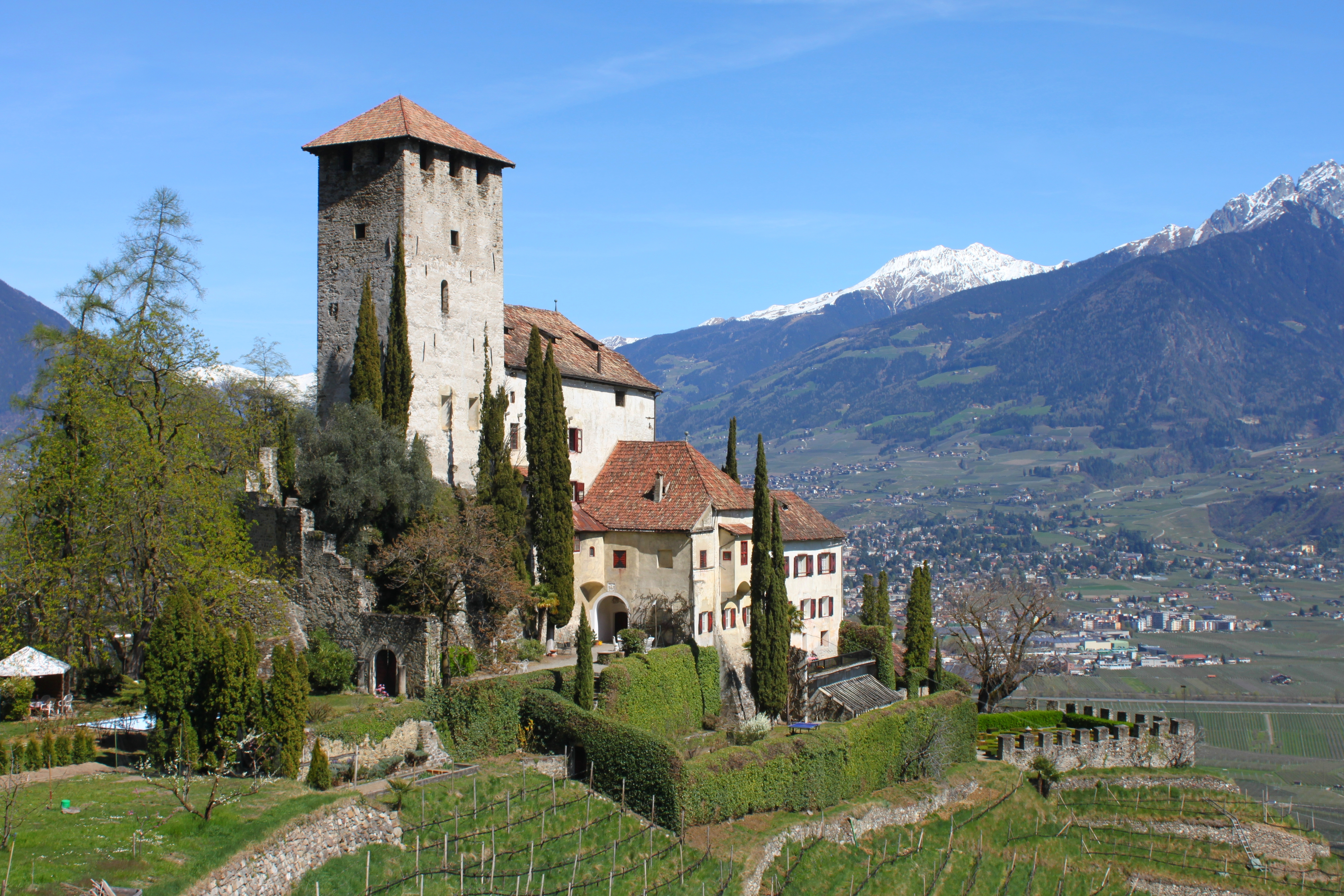
Schloss Lebenberg, Tscherms

Im Jahre 1426 heiratete der Sohn des Christoph Fuchs von Fuchsberg und der Barbara von Passeier, Wolfgang, die Erbtochter Dorothea von Lebenberg. Dadurch kamen auch das Schloss Lebenberg und die ausgedehnten Besitzungen der Lebenberger in Marling an die Familie. In Lebenberg nahm sie viele bauliche Veränderungen und Vergrößerungen an der Anlage vor.
Die Lebenberger Linie der Familie Fuchs von Fuchsberg starb als letzte 1828 mit Graf Johann aus, dessen Grabstein sich an der Pfarrkirche von Marling befindet. Der Lehensbesitz in Eppan (Burg Hocheppan und der Ansitz St. Valentin) fiel an die landesfürstliche Kammer zurück, der Allodialbesitz in Lebenberg, Jaufenburg sowie Liegenschaften und Rechte im Raum Marling, Tscherms, Ulten und Tisens an seine Witwe Maria Anna, geborene Gräfin von Mohr. Nach deren Tod 1832 verkauften ihre Erben in mehreren Versteigerungen von 1833 bis 1836 den umfangreichen Fuchsischen Familienbesitz.

### Freudenstein

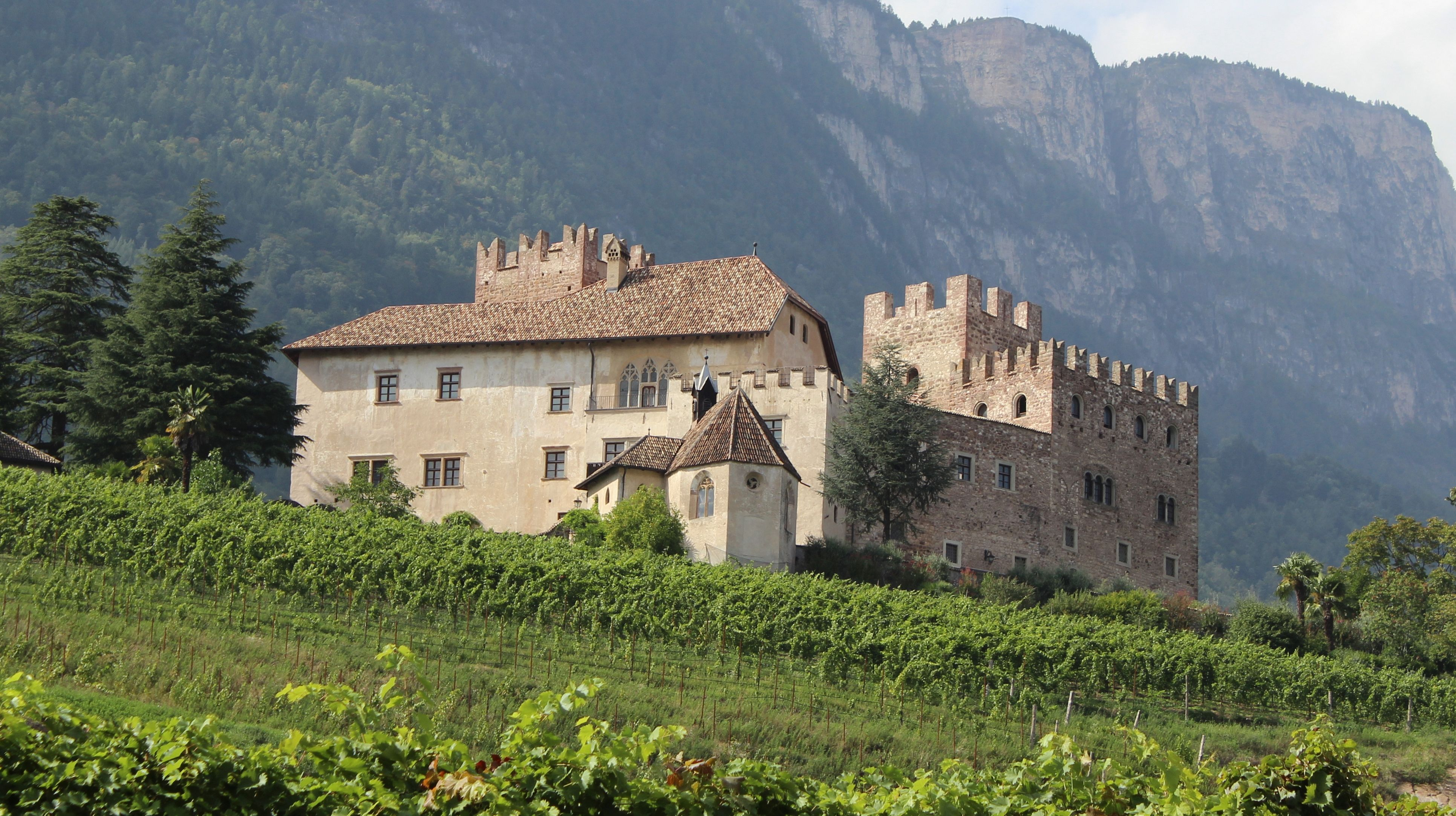
Schloss Freudenstein, Eppan

Spätestens ab dem 15. Jahrhundert gehörte auch das Schloss Freudenstein in Eppan den Fuchs von Fuchsberg. Sie erweiterten die ursprünglich aus zwei kleinen Burgen bestehende Anlage Ende des 16. Jahrhunderts zu einem umfangreichen Schloss. Auch die Burg Korb gehörte ihnen von 1471 bis 1550. Die Freudensteiner Linie der Fuchs von Fuchsberg bestand bis 1550, das Schloss Freudenstein wurde 1716 versteigert.

### Persönlichkeiten
Am Ende des 15. und zu Beginn des 16. Jahrhunderts erreichte das Ansehen der Familie seinen Höhepunkt. Zu dieser Zeit wurden auch die drei Hauptsitze der Linien erweitert und ausgebaut.
Zu den berühmtesten Angehörigen des Geschlechtes gehörte Christoph Fuchs von Fuchsberg (1482–1542), der sich als Militär und kaiserlicher Rat einen Namen machte und später Bischof von Brixen wurde. Er war der Sohn des kaiserlichen Rates und Hauptmanns von Kufstein Degen Fuchs von Fuchsberg und der Eva von Frundsberg, einer Schwester des Feldhauptmanns Georg von Frundsberg. In seiner Eigenschaft als Hauptmann von Kufstein erließ der Vater im Auftrag des Kaisers Maximilian I. 1506 den „Fuchsbrief“, der das Landes- und Steuerrecht der Stiftspropstei Berchtesgaden schriftlich festlegte. Die Berchtesgadener Bauernschaft hatte wegen zu hoher Steuern Beschwerde gegen den Propst Balthasar Hirschauer geführt. Der „Fuchsbrief“ hatte für das Land Berchtesgaden den Charakter eines ersten rechtsverbindlichen, schriftlich fixierten Vertrags zwischen Herrschaft und „Landschaft“. Eine Drechselbank, 1518 ein Geschenk von Degen des Jüngeren Fuchs von Fuchsberg an Maximilian I., wird heute auf Burg Kreuzenstein bewahrt. Es soll die älteste erhaltene Wippdrehbank sein.
Wolfhart Fuchs von Fuchsperg war 1491 Gerichtspfleger und Amtmann der Herrschaft Taufers, eines der ertragreichsten Tiroler Bergbaureviere in maximilaneischer Zeit.
Anna Fux von Fuxberg († etwa um 1534), eine Tochter des Daxen Fux von Fuxberg, kaiserlicher Salzmeier zu Hall in Tirol, war mit dem Grundbesitzer, Politiker und Freiherrn zu Windhag Ladislaus Prager verheiratet, der als Geldgeber des Kaisers zu besonderem Einfluss und Ansehen gelangte.
Um 1609 heiratete der Ritter Hans Degenhart Fuchs zu Fuchsperg auf Jauffenburg die aus dem Innviertel stammende Engelburga von Hackledt. Nach der Heirat scheinen die Eheleute mehrere Jahre in Passau gelebt zu haben, wo sie 1620 in einer Beschreibung der Burger vnd Inwohner in dem Viertel am Graben unter den katholischen Bewohnern der Stadt erwähnt sind. Hans Degenhart war der älteste Sohn des Sigmund von Fuchs zu Fuchsberg auf Jauffenburg und dessen Gemahlin Rosina, geb. von Aham zu Neuhaus. Dieser Sigmund von Fuchs zu Fuchsberg diente als hochfürstlich salzburgischer Rat, Kämmerer und Pfleger zu Kropfsberg in Tirol und 1584 bis 1587 als bayerischer Pflegsverwalter von Marquartstein im Rentamt Burghausen; seine Gemahlin war die Tochter des Augustin von Aham auf Neuhaus, damals Pfleger zu Marquartstein und zudem Besitzer des Schlosses Niedernfels bei Marquartstein.
Die Fuchs von Fuchsberg hatten auch an der Kirche zu Grassau bei Marquartstein eine Grabstätte. Wie ein auf der Churburg über Schluderns im Vintschgau (Südtirol) ausgestellter Stammbaum zeigt, waren die Fuchs von Fuchsberg durch Eheschließungen über mehrere Generationen auch eng mit den einflussreichen Grafen Trapp von Matsch verbunden.
Im Jahr 1602 zu „Freiherren von Freudenstein“ erhoben, erlangten die Fuchs von Fuchsberg 1633 den Grafenstand. Carl Graf Fuchs der Jüngere ging als ein Inhaber der Jaufenburg in die Geschichte ein, der sich besonders großzügig gegenüber der Talbevölkerung zeigte. Nach seinem Tod mussten seine Nachfahren jedoch ein hochverschuldetes Erbe übernehmen, welches sich mit ihrer verschwenderischen Lebensweise nicht vereinbaren ließ. Seit Beginn des 18. Jahrhunderts schwand die Bedeutung der Familie, auch wenn sie bis zu ihrem Aussterben 1828 noch über weitverzweigte Liegenschaften und Rechte im Raum Marling, Tscherms, Ulten und Tisens verfügte, deren Einnahmen allerdings beschränkt waren.

## Wappen
- (1491 im Siegel Wolfhart Fuchs von Fuchsbergs): Geviert, mit steigenden (löwenähnlichen) Füchsen, darauf Herzschild mit Spitze.[6]
- (1591 im Stammbuch des Jacob Christoph von Wanga): Geviert und belegt mit schwarzem Herzschild, darin eine aufsteigende goldene Spitze (wegen Jaufenburg, Wappen derer (†) von Passeier/Passeyr), 1 und 4 in Gold ein roter Fuchs (= Stammwappen), 2 und 3 einwärts gekehrt ein silberner Löwe (Lebenberg). Drei Helme, auf dem rechten der Fuchs, auf dem mittleren ein wie der Herzschild bezeichneter offener Flug, auf dem linken der Löwe wachsend.
- (1634): Geteilt, dreimal gespalten und belegt mit einem Herzschild wie 1591, 1 und 8 in Blau ein mit den Hörnern rechtsgekehrter Halbmond, dessen Rückseite mit einem goldenen Stern besteckt ist, 2 und 7 in Gold ein nach links aufspringender roter Fuchs (= Stammwappen), 3 und 6 in Silber ein blauer Balken, überdeckt von einem roten Löwen, 4 und 5 geteilt, oben von Schwarz und Silber gespalten, unten Rot ohne Bild.

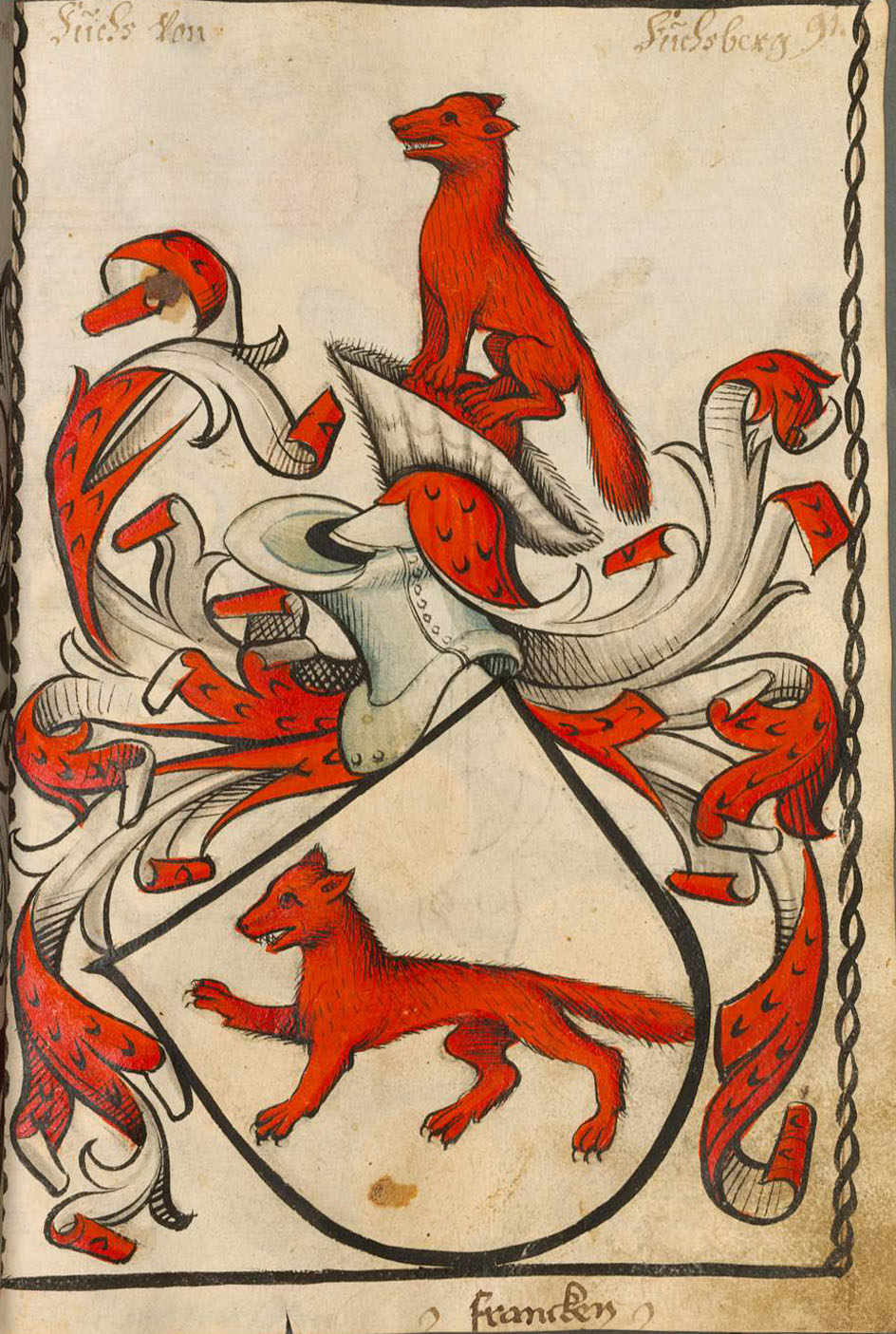
Fuchs von Fuchsberg – Wappen nach dem Scheibler’schen Wappenbuch
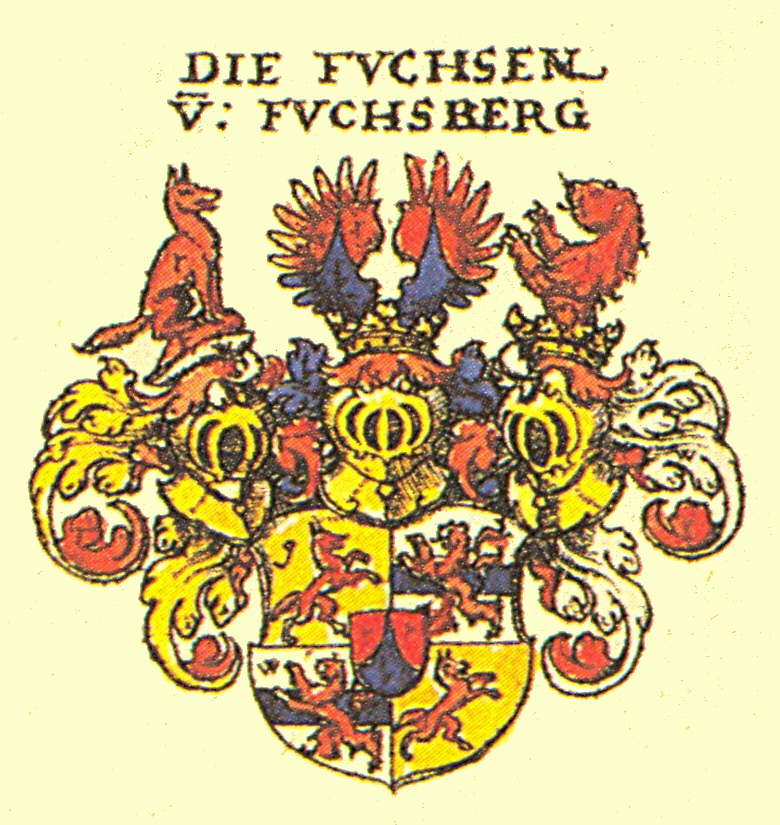
Gemehrtes Wappen der Fuchs von Fuchsberg nach Siebmacher
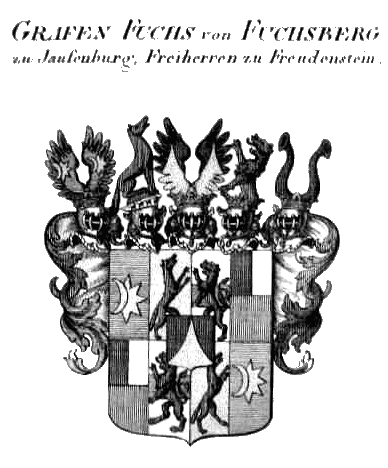
Gemehrtes Wappen der Grafen Fuchs von Fuchsberg zu Jaufenburg

## Bedeutende Personen
- Degen Fuchs von Fuchsberg (um 1450–1527), Militär, kaiserlicher Rat, Verfasser des „Fuchsbriefes“, Vater von Christoph Fuchs von Fuchsberg
- Christoph Fuchs von Fuchsberg (1482–1542), Militär, kaiserlicher Rat und Bischof von Brixen